# Батьки (заказник)
Батьки́ — ландшафтний заказник місцевого значення. Розташований у межах Зіньківського району Полтавської області, біля села Батьки, що на північ від смт Опішні. 
Площа природоохоронної території - 347,9 га. Заснований 04.09.1995 року. 
Охороняється балкова мережа з угрупованням лучних степів з численними популяціями  шавлії сухостепової (Salvia tesquicola), підмаренника, а також інших  рідкісних рослин, серед яких тирлич хрещатий (цінна лікарська рослина), азинеума сірувата тощо.  

## Світлини

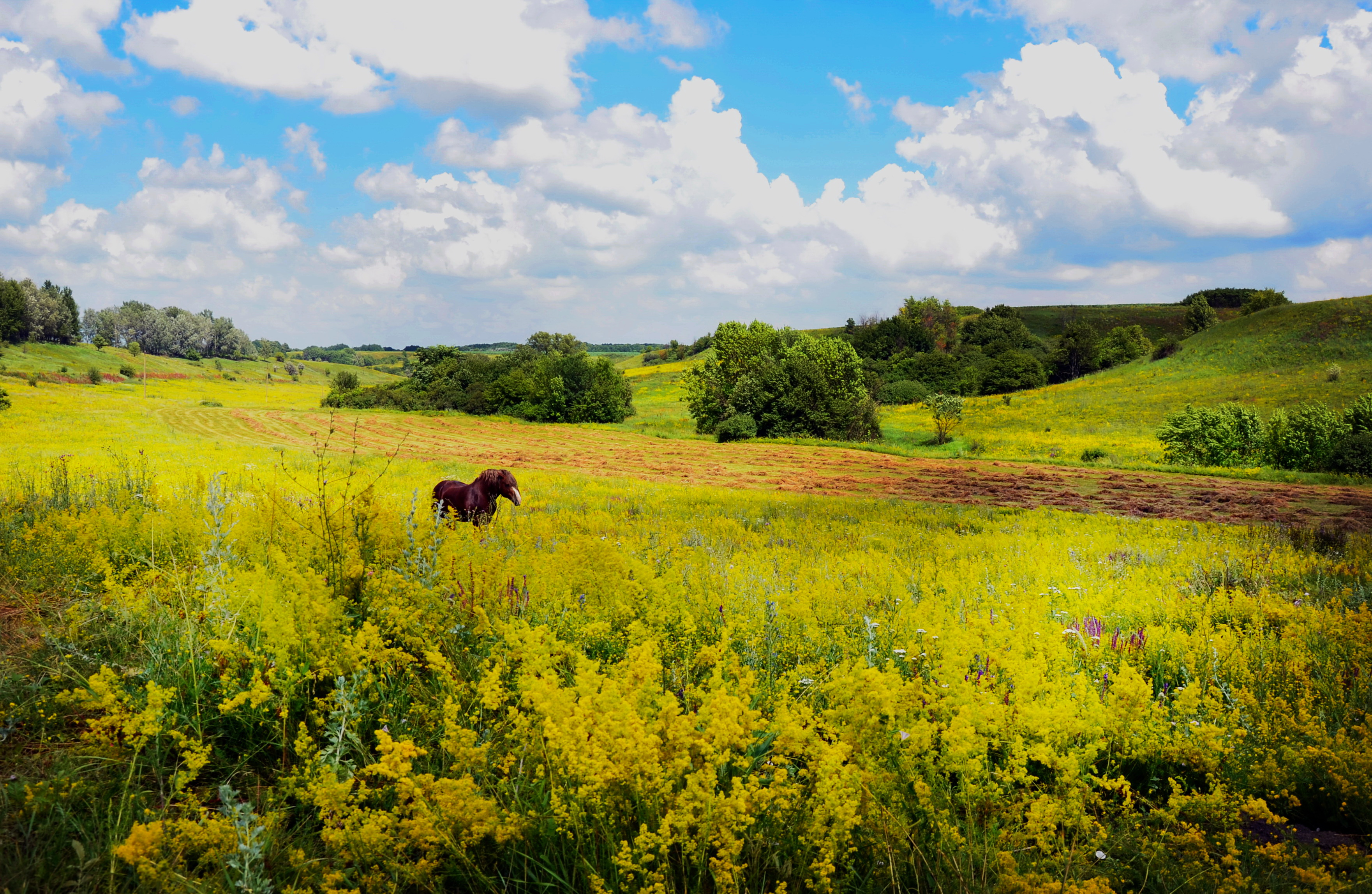
Червень на околиці с. Батьки
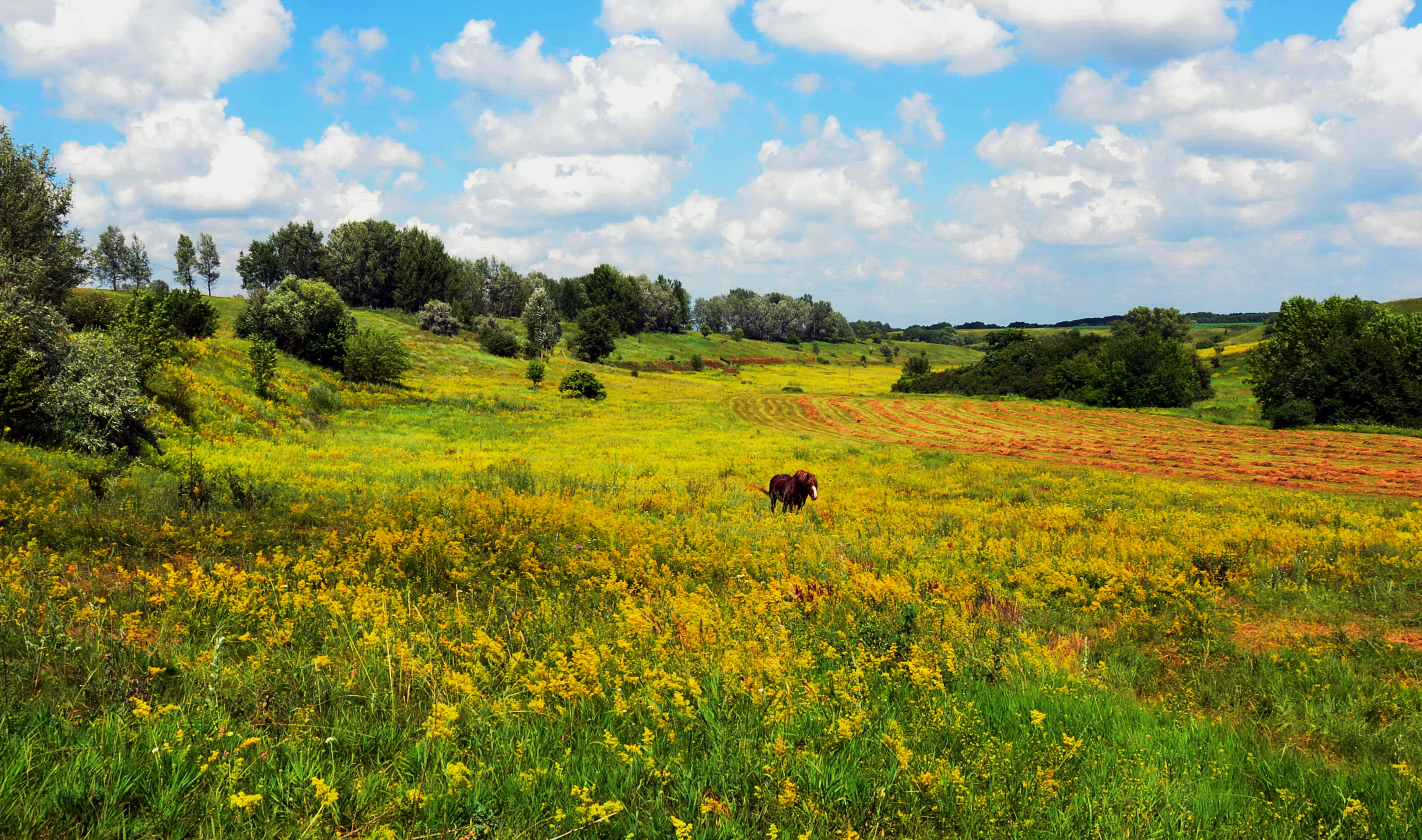
Ландшафтний заказник Батьки
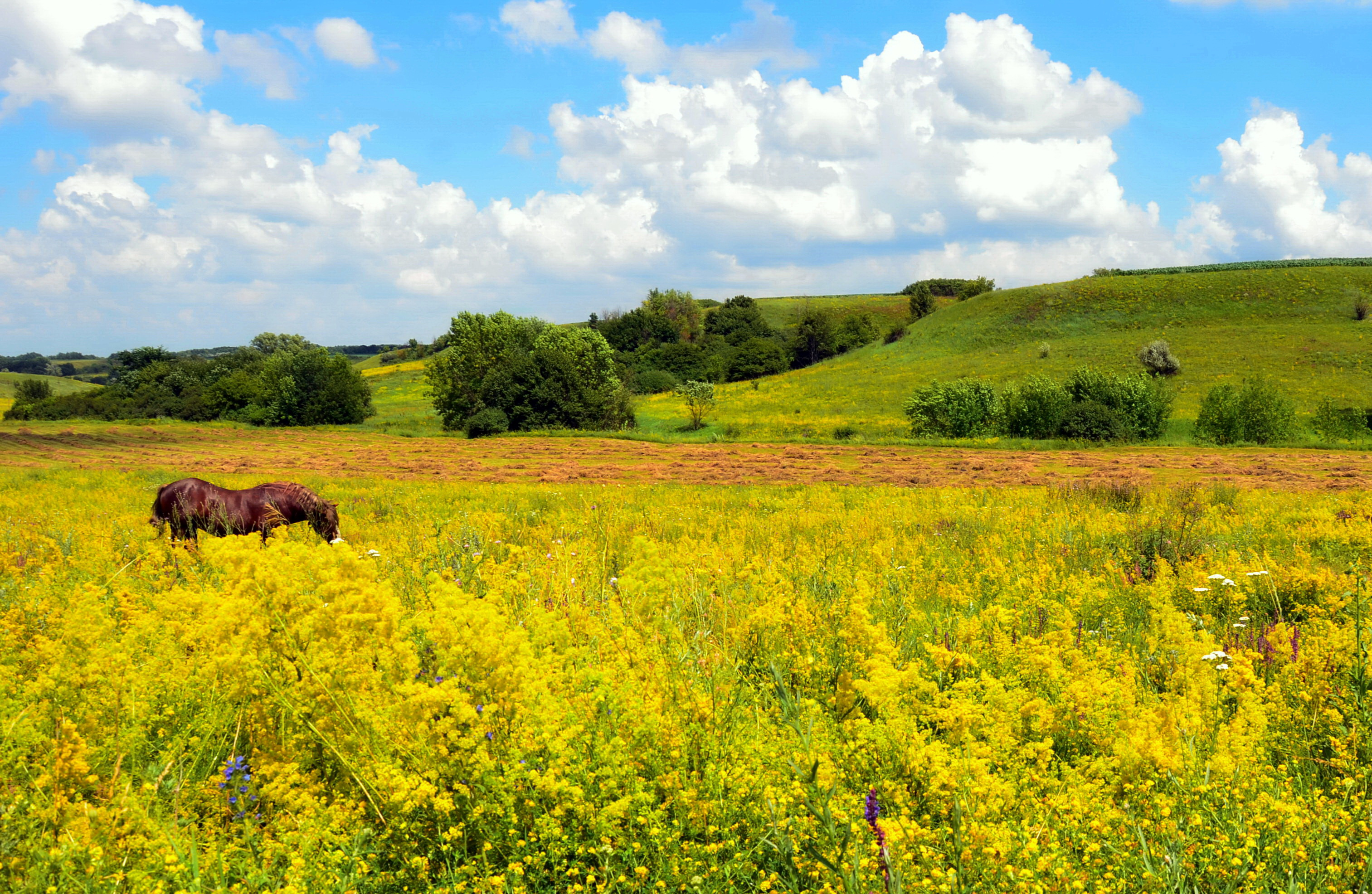
Батьки в ароматах Літа
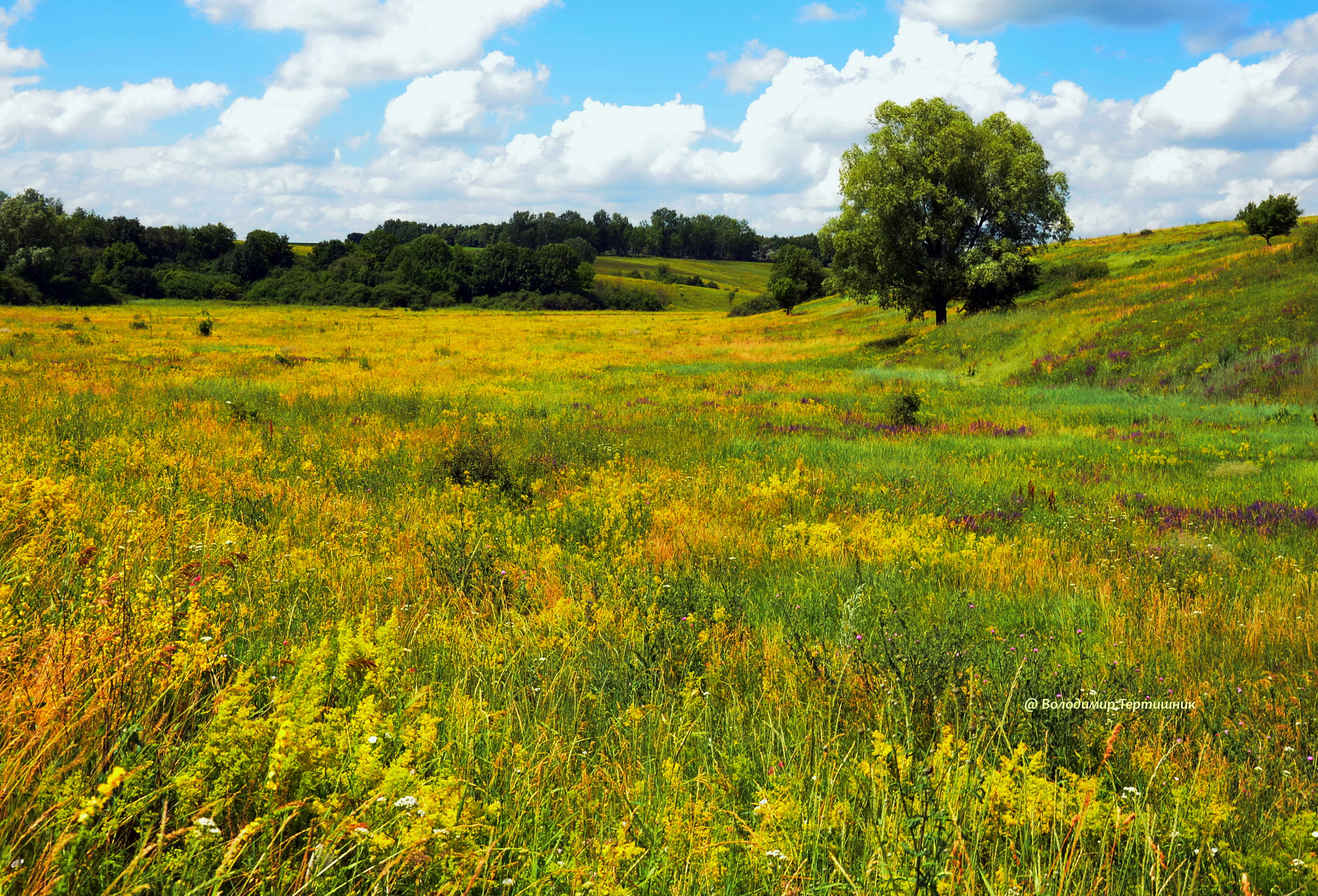
Батьки, літні лучні степи